# Madagascar Tribune
Madagascar Tribune – dziennik na Madagaskarze, wydawany od 1988 roku. Ukazuje się w języku francuskim, lecz publikuje również pewne treści w języku malgaskim.
Należy do głównych gazet kraju. Nakład wynosi 12 tys. egzemplarzy (2004).